# Guo Weiyang
Guo Weiyang, född den 1 februari 1988 i Yuxi i Yunnan-provinsen, är en kinesisk gymnast.
Han tog OS-guld i lagmångkampen i samband med de olympiska gymnastiktävlingarna 2012 i London.